# Ismaïl III de Pèrsia
Ismail III (Esfahan, 1733 - Abadan, 1773) fou el darrer xa safàvida de Pèrsia (1750-1760) amb un poder nominal. Era nascut Abu Turab Mirza, i tenia 15 anys (8 en algunes fonts); fill de Sayyid Murtaza i de la princesa Mariam Begum, que al seu torn era filla de Sultan Husayn I (1694-1722).
El 29 de juny de 1750 la coalició entre Abu l-Fath Khan Bakhtyari, Ali Mardan Khan i Karim Khan Zand, que van decidir repartir-se el poder, va decidir proclamar a un xa de la casa safàvida en la persona del jove príncep que va portar el nom d'Ismail III. Karim fou el cap militar, Ali Mardan el wakil (regent o tutor del xa) i Abu l-Fath va romandre com a governador. Altres caps no el van reconèixer però Karim es va imposar a Azad Khan Afgan el 1758 a Tabriz i el 1759 a Muhammad Hasan Khan a Astarabad. El verdader governant fou Karim Khan. Uns mesos després, mentre Karim Khan feia campanya a Kurdistan, Ali Mardan Khan va empresonar Abu l-Fath Khan Bakhtyari i el va fer cegar i poc després el va fer matar, i el va substituir pel seu cosí al que va enviar a ocupar Fars. Això va precipitar el trencament entre Ali Mardan, considerat popularment un opressor, i Karim Khan, molt més benvolent; aquest darrer, convençut que el seu rival el mataria també, es va avançar, es va dirigir a Esfahan que va reconquerir en 1751 i el va derrotar, i Karim va agafar llavors el càrrec de wakil al-Dawla (Regent de la dinastia). Ali Mardan Khan va haver de fugir i va poder reorganitzar les seves forces i al començar el 1753 va proclamar al tron Sultan Husayn II del que fou wakil però fou assassinat per Muhammad Khan, un suposat parent de Karim Khan Zand el juny de 1753. Finalment el 1773 va morir i Karim Khan ja es va sentir prou fort com per dirigir l'estat sol, amb el títol de Wakil ar-Ra'aya o Protector del poble.